# Le Cake-Walk infernal
Le Cake-Walk infernal (El cake-walk infernal), conocido en los Estados Unidos como The Cake Walk Infernal y en Gran Bretaña como The Infernal Cake Walk, es un cortometraje mudo francés de 1903 de Georges Méliès. Fue vendido por la Star Film Company de Méliès y está numerado 453–457 en sus catálogos.
La película presenta el cakewalk, que estaba en la cumbre de popularidad en 1903. Méliès aparece en la película como Plutón/Satán y como el grotesco demonio danzante. Esta película dependiente del ritmo probablemente se filmó con acompañamiento de piano en el estudio. En la película se trabajaron efectos especiales con trampillas, maquinaria escénica, pirotecnia, empalmes de sustitución y exposiciones múltiples.
The Infernal Cake Walk presenta varios ejemplos de elementos reutilizados o reutilizados posteriormente en otras películas también realizadas por Méliès. Las máscaras de demonio de la película se hicieron originalmente para Un viaje a la luna (1902) de Méliès, donde las usan los selenitas (habitantes de la luna); De manera similar, el efecto de las extremidades danzantes se había utilizado anteriormente en Dislocación extraordinaria (1901). Por el contrario, Méliès reutilizó el escenario de la gruta en su posterior película The Damnation of Faust (1903), y recicló el efecto fuego fatuo en El caldero infernal (1903).